# محمود علي مكي
محمود علي مكي (1348 هـ / 1929 - 1434 هـ / 8 أغسطس 2013)، عالم مصري في الدراسات الأندلسية.

## النشأة والمسيرة
ولد محمود علي مكي في محافظة قنا بصعيد مصر. تخرج من كلية الآداب بجامعة القاهرة سنة 1949. وابتعثه طه حسين إلى إسبانيا في 1950 ضمن أول بعثة مصرية لتدرس الأدب الإسباني. حاز على الدكتوراه من كلية الآداب والفلسفة في جامعة مدريد في 1955. وعمل مكي ملحقا ثقافيا لمصر في مدريد حيث عُين وكيلا للمعهد المصري في مدريد وأصبح مديرا لإدارة الترجمة والنشر في وزارة الثقافة في الستينات. واشتغل أستاذا زائرا في جامعات في المكسيك والكويت. وهو من الأوائل الذين ساهموا في تأسيس قسم اللغة الإسبانية في كلية الآداب بجامعة القاهرة في 1984 وقد كان أول رئيس له وأشرف على أول رسالة علمية فيه.

## من ترجماته
- عمدة سلمية (بالإسبانية: El alcalde de Zalamea)‏: مسرحية للكاتب الإسباني كالديرون دي لا باركا
- أرض ألبر غونثالث (بالإسبانية: La tierra de Alvargonzález)‏ لأنطونيو ماتشادو، ترجم معظمها نثرًا، وترجم جزءًا منها شعرًا.
- مسرحيتا «الأشجار تموت واقفة» (بالإسبانية: Los árboles mueren de pie)‏ و«مركب بلا صياد» (بالإسبانية: La barca sin pescador)‏ لأليخاندرو كاسونا.
- رواية السيدة باربارا للروائي والسياسي الفنزويلي رومولو جايجوس (نشرت بالقاهرة عام 1965)
- رواية "السيد الرئيس (بالإسبانية: El Señor Presidente)‏ للكاتب الغواتيمالي ميغل أنخل أستورياس.

## الجوائز
- جائزة الدولة التشجيعية، 1968
- جائزة الملك فيصل العالمية، فئة الأدب العربي، 1988
- جائزة الدولة التقديرية في الآداب، 1993